# Samone (Trentino-Alto Adige)
Samone (Samón in dialetto valsuganotto) è un comune italiano di 537 abitanti della Trentino ai piedi del monte Cima. Dal 2016 confina solo con il neoistituito comune di Castel Ivano.

## Storia

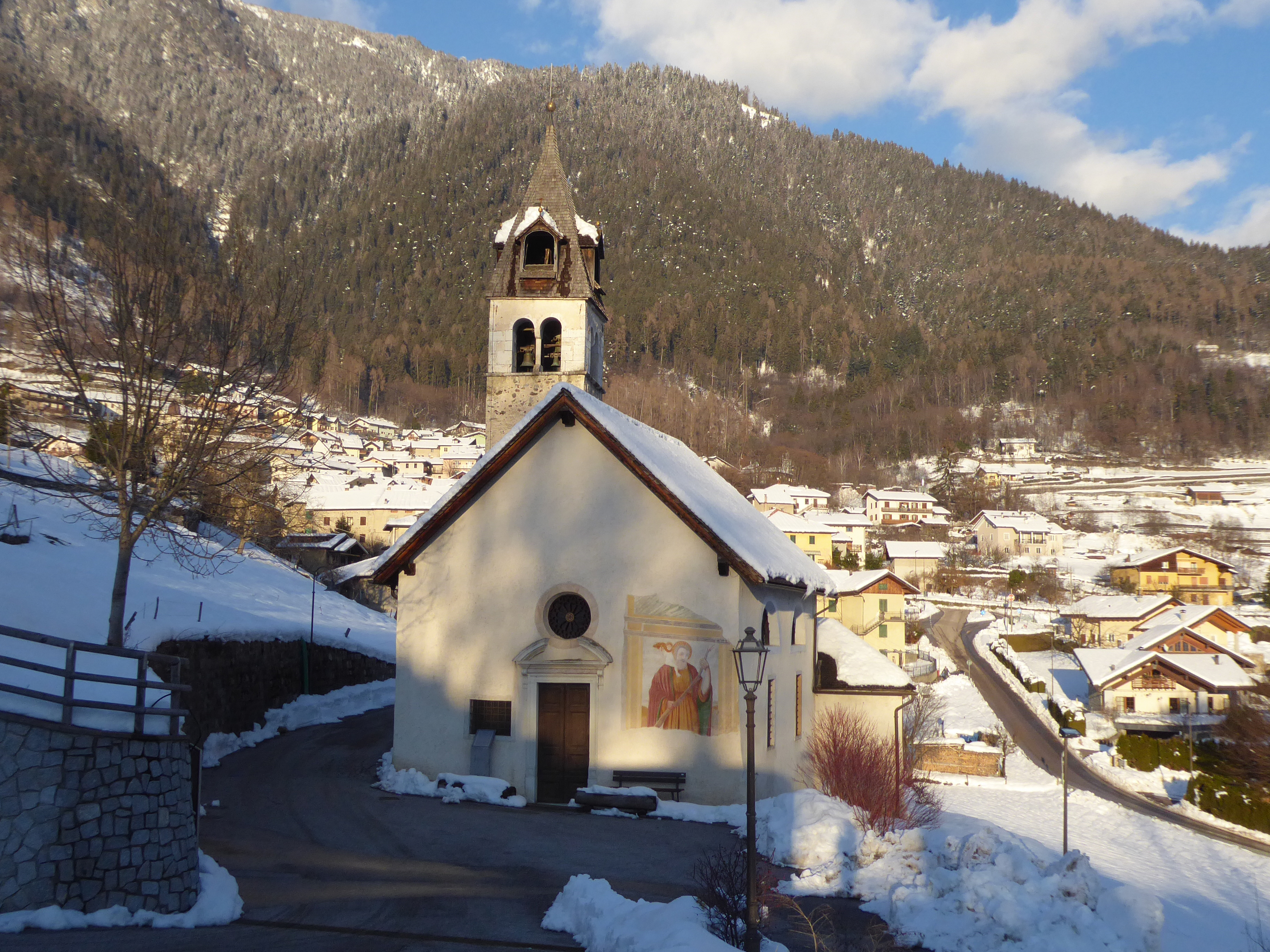
Antica chiesa di San Donato

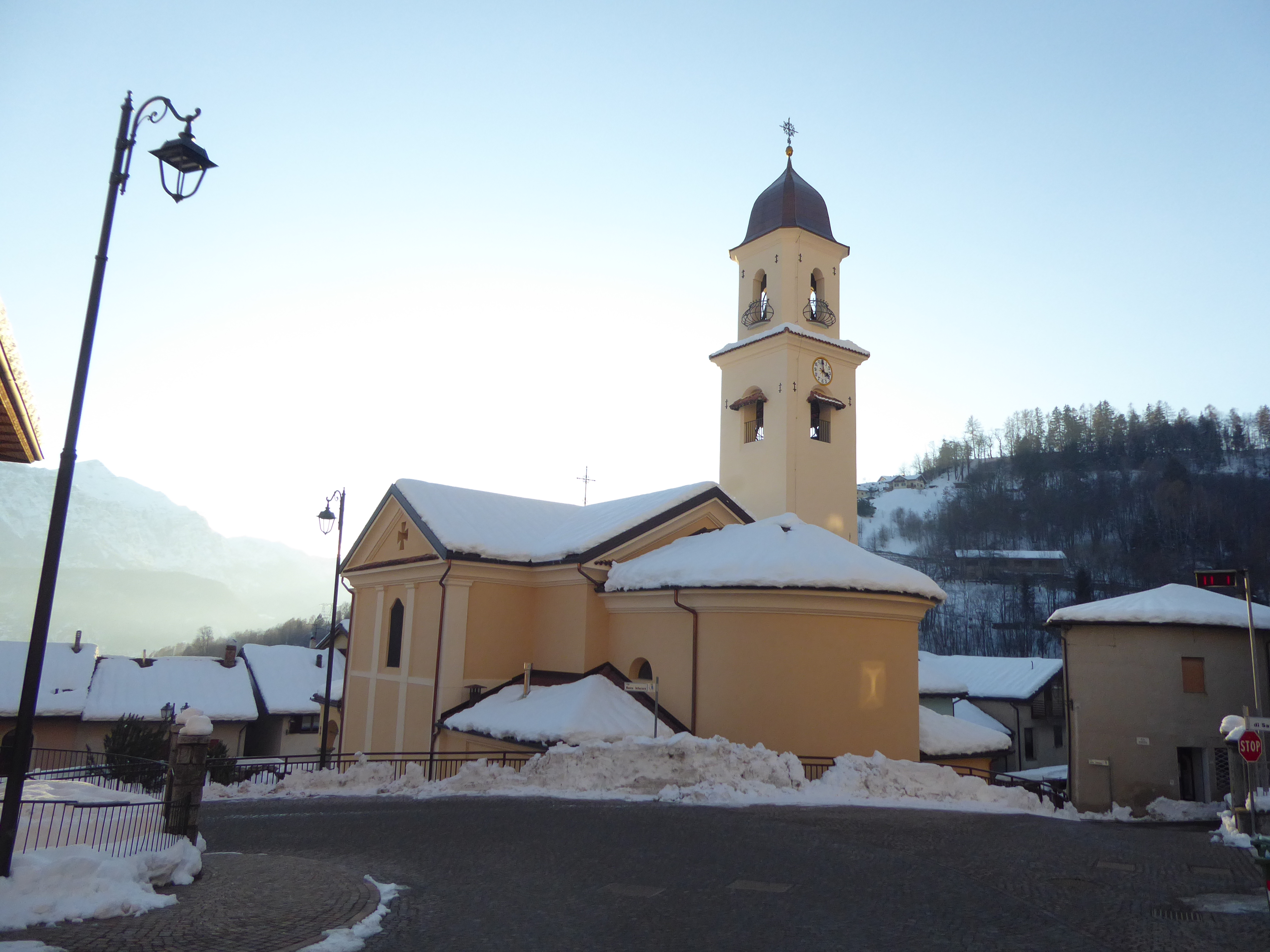
Chiesa parrocchiale di San Giuseppe

Il centro abitato è stato oggetto di immigrazione da nord durante il XIX secolo che ha costituito una piccola comunità protestante.

## Monumenti e luoghi d'interesse

### Architetture religiose
- Chiesa di San Giuseppe, parrocchiale
- Chiesa di San Donato

## Società

### Evoluzione demografica
Abitanti censiti

## Cultura

### Eventi
L'evento più caratteristico del paese ha luogo a cavallo di ferragosto e prende il nome di "Ferragosto Samonato".
All'interno della manifestazione si svolge la gara di corsa non competitiva in notturna chiamata "luciolada".

## Amministrazione
| Periodo         | Periodo         | Primo cittadino    | Partito      | Carica  | Note |
| --------------- | --------------- | ------------------ | ------------ | ------- | ---- |
| 10 maggio 2004  | 6 novembre 2016 | Enrico Lenzi       | lista civica | Sindaco |      |
| 6 novembre 2016 | in carica       | Andrea Giampiccolo | lista civica | Sindaco |      |